# Danh sách nhân vật trong Kanon

Các nhân vật nữ chính trong Kanon: Mai (phía trên-bên trái), Nayuki (phía trên-giữa), Shiori (phía trên-bên phải), Makoto (phía dưới-bên trái) và Ayu (phía dưới-bên phải).

Đây là danh sách nhân vật trong visual novel, manga, và anime Kanon. Nhân vật chính trong câu chuyện là Aizawa Yuichi, một thiếu niên 17 tuổi đã quên đi phần lớn ký ức thời thơ ấu của mình trong thời gian đến thăm thành phố, và giờ đây anh phải quay lại đó để học trung học năm thứ hai. Có năm nhân vật nữ chính trong câu chuyện, đầu tiên là Tsukimiya Ayu, cô gái có vai trò quan trọng nhất. Ayu có chiều cao khá khiêm tốn, cùng tuổi với Yuichi và từng chơi cùng với anh lúc họ còn bé. Cô mang một chiếc cặp có gắn đôi cánh sau lưng, rất thích ăn taiyaki, và thường mở đầu câu bằng từ Ugū. Tiếp đến là Minase Nayuki, em họ của Yuichi và cũng học cùng lớp với anh. Nayuki ngủ rất say và thực sự khó ai có thể đánh thức cô dậy mỗi buổi sáng. Cô đã có tình cảm với Yuichi khi còn bé. Nhân vật nữ chính thứ ba là Sawatari Makoto, cô gái nhỏ tuổi nhất trong số năm nhân vật nữ chính và cũng giống như Yuichi, cô quên gần như toàn bộ ký ức của mình. Cô thậm chí gặp nhiều khó khăn khi cố nhớ lại tên mình, và luôn quả quyết rằng mình rất thù ghét Yuichi do một việc làm trước đây của anh, mặc dù ngay cả đó là gì cô cũng quên. Misaka Shiori là nữ chính thứ tư, cô đang học năm đầu ở trường của Yuichi, mặc dù không bao giờ đến lớp do mắc phải một căn bệnh lạ từ khi mới sinh. Shiori khá vui tính và luôn muốn chị của mình chấp nhận cô là em gái. Nhân vật nữ chính cuối cùng tên là Kawasumi Mai, nữ sinh năm ba có tính tình trầm lặng rất hiếm khi bắt chuyện với Yuichi và những người khác, vì vậy cô không có nhiều bạn bè. Cô luôn ở trong trường vào đêm khuya để giết những con quỷ.
Các nhân vật hỗ trợ trong câu chuyện đóng vai trò phát triển hướng đi cho mỗi mạch truyện của năm nhân vật nữ chính. Họ gồm có Minase Akiko, mẹ của Nayuki và là dì của Yuichi, bà rất dễ tính và thường đồng ý tất cả mọi chuyện chỉ trong một giây. Kurata Sayuri là nhân vật hỗ trợ cho Mai, người bạn duy nhất của Mai ngoài Yuichi. Cô luôn cố gắng mỉm cười khi giao tiếp để che giấu một quá khứ buồn. Một nhân vật khác là Misaka Kaori, chị ruột của Shiori, tuy nhiên cô không bao giờ thừa nhận điều này khi được hỏi. Nhân vật hỗ trợ cuối cùng là Amano Mishio, đóng góp chủ yếu trong kịch bản của Makoto, cô đã giúp Yuichi tìm ra nguồn gốc thật sự của Makoto.
Nhân vật phụ bao gồm Kitagawa Jun, một trong số những người bạn cùng lớp của Yuichi, anh đã đóng một vai trò nhỏ trong câu chuyện của Mai; trong chuyển thể anime (không hẳn giống như trò chơi gốc), anh được mô tả là có tình cảm với Kaori. Một nhân vật khác là Kuze, Hội trưởng Hội học sinh ở trường của Yuichi, cũng đóng một vai trong câu chuyện của Mai. Nhân vật phụ cuối cùng là một con mèo hoang được Yuichi đặt tên là Piro, nó luôn quấn quýt bên cạnh Makoto ngay từ lần đầu tiên gặp cô.

## Nhân vật chính

### Aizawa Yūichi

Aizawa Yuichi trong bộ anime thứ hai của Kanon, sản xuất năm 2006.

Aizawa Yūichi (相沢 祐一 あいざわ ゆういち)
Lồng tiếng bởi: Kisaichi Atsushi (anime 2002), Sugita Tomokazu (anime 2006/PSP), Yasuda Miwa (Yuichi lúc bé)
Yuichi là nhân vật nam chính của Kanon. Anh là người thân thiện và cởi mở, và mặc dù đối xử tốt như một người anh, Yuichi vẫn thiếu kinh nghiệm trong tìm hiểu cảm xúc của các cô gái mà anh làm quen. Anh thường xuyên trêu chọc năm nhân vật nữ chính trong câu chuyện với mức độ tùy thuộc vào tính tình của mỗi cô gái. Mặc dù vậy, anh không có vẻ như là một người anh trai mềm mỏng theo lời của Misaka Shiori. Yuichi đã chuyển đến sống ở thành phố mà câu chuyện diễn ra, nhưng những kỷ niệm ở đây của anh đã mất hết theo thời gian, và anh đã dần tìm lại được chúng khi tương tác với những bạn bè cũ của mình ở đây. Yuichi từng nói là anh sợ độ cao và không thật sự thích đồ ngọt. Mặc dù không nhận thức được ở lần đầu tiên, Yuichi dần để ý đến những yếu tố siêu nhiên xảy ra trong thành phố, những thứ luôn xuất hiện trong câu chuyện của mỗi nhân vật nữ chính. Mỗi lần phát giác ra mình bị đem ra làm trò cười bởi những nhân vật nữ mà mình làm quen, anh thường to tiếng với họ. Yuichi chỉ là một thiếu niên bình thường, nhưng anh luôn tìm mọi cách trong khả năng của mình để giúp đỡ họ và làm đến cùng khi quyết định sẽ bảo vệ một hay nhiều nhân vật nữ mà minh quen biết.

### Tsukimiya Ayu
Tsukimiya Ayu (月宮 あゆ つきみや あゆ)
Lồng tiếng bởi: Horie Yui

### Minase Nayuki
Minase Nayuki (水瀬 名雪 みなせ なゆき)
Lồng tiếng bởi: Kōda Mariko

### Sawatari Makoto
Sawatari Makoto (沢渡 真琴 さわたり まこと)
Lồng tiếng bởi: Iizuka Mayumi

### Misaka Shiori
Misaka Shiori (美坂 栞 みさか しおり)
Lồng tiếng bởi: Konishi Hiroko (Dreamcast and PlayStation 2 games), Satō Akemi (anime/PSP game)

### Kawasumi Mai
Kawasumi Mai (川澄 舞 かわすみ まい)
Lồng tiếng bởi: Tamura Yukari

## Nhân vật phụ

### Minase Akiko
Minase Akiko (水瀬 秋子 みなせ あきこ)
Lồng tiếng bởi: Minaguchi Yūko

### Kurata Sayuri
Kurata Sayuri (倉田 佐祐理 くらた さゆり)
Lồng tiếng bởi: Kawakami Tomoko

### Misaka Kaori
Misaka Kaori (美坂 香里 みさか かおり)
Lồng tiếng bởi: Kawasumi Ayako

### Amano Mishio
Amano Mishio (天野 美汐 あまの みしお)
Lồng tiếng bởi: Sakamoto Maaya

## Nhân vật phụ

### Kitagawa Jun
Kitagawa Jun (北川 潤 きたがわ じゅん)
Lồng tiếng bởi: Seki Tomokazu

### Kuze
Kuze (久瀬 くぜ)
Lồng tiếng: Kamiya Hiroshi (2002 anime/drama CD), Nojima Kenji (2006 anime)

### Piro
Piro (ピロ)